# Il sepolcro sigillato
Il sepolcro sigillato (The Locked Tomb) è una serie di romanzi di fantascienza queer della scrittrice neozelandese Tamsyn Muir in corso di pubblicazione, composta da tre romanzi pubblicati (Gideon la Nona, Harrow la Nona e Nona la Nona) e un romanzo in attesa di pubblicazione (Alecto la Nona), più una serie di racconti.
La serie è ambientata nel Sistema Solare del futuro.

## Libri della serie
| n.  | Titolo originale                   | Titolo italiano                                                                | Prima edizione originale | Prima edizione italiana                                | Note                                                     |
| --- | ---------------------------------- | ------------------------------------------------------------------------------ | ------------------------ | ------------------------------------------------------ | -------------------------------------------------------- |
| 1   | Gideon the Ninth                   | Gideon la Nona                                                                 | 10 settembre 2019        | 17 novembre 2020                                       |                                                          |
| 1.5 | The Mysterious Study of Doctor Sex | Il Misterioso Studio del Dottor Sex                                            | 19 luglio 2020           | 15 settembre 2023 (edizione flessibile Gideon la Nona) | Apparso la prima volta sul sito della casa editrice Tor. |
| 2   | Harrow the Ninth                   | Harrow la Nona                                                                 | 4 agosto 2020            | 6 luglio 2021                                          |                                                          |
| 2.5 | As Yet Unsent                      | Documenti di Intelligence della Coorte (Allo stato attuale non ancora inviati) |                          | 15 settembre 2023 (edizione flessibile Harrow la Nona) |                                                          |
| 3   | Nona the Ninth                     | Nona la Nona                                                                   | 13 settembre 2022        | 18 luglio 2023                                         |                                                          |
| 3.5 | The Unwanted Guest                 | -                                                                              |                          | -                                                      |                                                          |
| 4   | Alecto the Ninth                   |                                                                                | -                        | -                                                      |                                                          |

## Caratteristiche
La serie è ambientata in un impero composto da nove pianeti, ognuno dei quali ospita una casata che pratica un particolare tipo di necromanzia. Sebbene esista una tecnologia avanzata, le Nove Case si basano principalmente sulla necromanzia e il combattimento avviene con armi bianche e da mischia che completano le abilità dei necromanti. L'Imperatore è immortale ed è adorato come un dio. Egli guida potenti necromanti immortali (conosciuti come "Littori" o "Santi") e il suo esercito (conosciuto come la "Coorte") in una guerra contro nemici esterni al sistema che ne minacciano l'esistenza da migliaia di anni.

## Premi
- Vincitore del Locus Award 2020 come Miglior Primo Romanzo[3].